# Internationale Gemeinschaft für Labyrinthfische
Die Internationale Gemeinschaft für Labyrinthfische (IGL) ist ein Verein zur Pflege, Vermehrung, Zucht und der wissenschaftlichen Erforschung der Labyrinthfische (Anabantoidei). Mitglieder sind an Labyrinthfischen interessierte Laien und Wissenschaftler.
Die aquaristischen und wissenschaftlichen Erkenntnisse um die Familie der Labyrinthfische werden ergänzt und publiziert. Ein weiteres Ziel besteht darin, die Artenvielfalt für die Aquaristik und in der Natur zu erhalten. Natur-, Arten- und Tierschutz sind Satzungsbestandteile. Zahlreiche Mitglieder beschäftigen sich auch mit Zuchtformen insbesondere mit der Hochzucht des Schleierkampffischs. Die IGL wurde am 27. Januar 1979 auf Initiative von Werner Studer in Pratteln als Verein nach Schweizer Recht gegründet. Heutiger Sitz des Vereins ist Heidelberg.
Die IGL betreut mittlerweile auch andere barschartige und atmosphärische Luft atmende Fischfamilien und unterhält mehrere Arbeitsgruppen:
- Anabas und Buschfische
- Makropoden
- „Cotrips“ (Fadenfische, Knurrende Guramis, Spitzschwanzmakropoden)
- Schaumnestbauende Kampffische
- Maulbrütende Kampffische
- Prachtguramis und Malpulutta
- Ctenops, Schokoladenguramis & Hechtköpfe
- Badis und Dario  (Blaubarsche und Zwergblaubarsche)
- Nanderbarsche, Kammschuppenbarsche und Glasbarsche
- Channa (Schlangenkopffische)
- Flösselaale, Flösselhechte
- Lungenfische
- sowie eine Literaturstelle.

Die mit circa 400 Mitgliedern größte länderübergreifende Vereinigung von Aquarienfreunden ist in Regionalgruppen gegliedert und wird in Frankreich durch eine eigenständige Schwestervereinigung (CIL-France) vertreten. Mit der britischen „Anabantoid Association of Great Britain (AAGB)“ besteht eine Kooperationsvereinbarung. Die IGL hat Mitglieder in ganz Europa, den USA und in Asien.

## Aktivitäten
- Die Gemeinschaft veranstaltet in jedem Jahr an wechselnden Orten mehrtägige internationale Frühjahrs- und Herbsttagungen mit Vortragsprogrammen, Exkursionen und Börsen.
- Seit der Gründung gibt die IGL die zur Zeit viermal jährlich erscheinende Mitgliederzeitschrift Der Makropode (ISSN 0937-177X) heraus. In dieser Zeitschrift erscheinen nicht nur Pflege- und Zuchtberichte, sondern auch Arbeiten über die natürlichen Lebensräume und zur Systematik von Labyrinthfischen, Beiträge zur Fischgesundheit, über wissenschaftliche Forschung sowie zu Themen des Arten-, Natur- und Tierschutzes.
- Über die Vereinsgrenzen hinaus sind IGL-Mitglieder Autoren in Fachzeitschriften und von populärer und wissenschaftlicher Fachliteratur.[3][4][5]
- Die IGL ist Mitverfasser des „Gutachten über die Anforderungen an die Haltung von Zierfischen die mindestens eingehalten werden sollen (Stand: 30. Dezember 1998)“ das in diesem Bereich die Ausführung des Tierschutzgesetzes regelt.[6]
- Anfang der 1990er Jahre gründete die IGL in Kooperation mit dem Kölner Aquarium am Zoo das erste internationale Zuchtbuch für einen vom Aussterben bedrohten Fisch, den Weinroten Kampffisch Betta coccina von der Malaiischen Halbinsel. Das Zuchtbuch wurde 2006 eingestellt, nachdem feststand, dass es im Rahmen dieses Projekts nur möglich war, den reinen Phänotypus zu erhalten.[7]
- Die IGL war Initiator und einer der Mitveranstalter des bisher weltweit einzigen Symposions „Gefährdete Süßwasserfische tropischer Ökosysteme“, das unter der Schirmherrschaft des Limnologen Harald Sioli vom 9. bis 12. März 1995 im Zoologischen Forschungsinstitut und Museum Alexander Koenig,  Bonn, als mehrtägiger internationaler Workshop mit Ausstellung ausgerichtet war. Auf diesem Symposion stellte der auf Einladung der IGL angereiste südafrikanische Ichthyologe Jim Cambray sein Erhaltungszuchtprogramm für den vom Aussterben bedrohten Kap-Buschfisch Sandelia bainsii erstmals einem internationalen Publikum vor. Dieses Projekt am Albany Museum in Grahamstown wurde von der IGL  gefördert.[8][9]
- 2006 unterstützte die IGL das Projekt Barcode of Life.[10]
- Das 2005 von Peter Finke und Martin Hallmann ins Leben gerufene „Parosphromenus-Projekt“ zur Erforschung und Erhaltung der gefährdeten Prachtguramis geht auf die IGL-Arbeitsgemeinschaft Prachtguramis zurück.[11][12]
- Das in der Mitgliederzeitschrift gesammelte Wissen über von Mitgliedern importierte und/oder entdeckte Labyrinthfischarten, deren Verhalten und Daten aus deren natürlichen Lebensräumen fließen in wissenschaftliche Abschlussarbeiten,[13] populärwissenschaftliche Literatur,[14] Artbeschreibungen[15][16] und taxonomische Arbeiten ein,[17] in denen es zitiert wird. Regelmäßig stellen IGL-Mitglieder Labyrinthfische für Forschungszwecke zur Verfügung.